# Komsomolʹsʹke (Djankoi)
|  | Per a altres significats, vegeu «Komsomólskoie». |

Komsomolʹsʹke (en ucrainès: Комсомольське, en tàtar de Crimea: Komsomolskoye, en rus: Комсомольское) és un poble de la República Autònoma de Crimea, a Ucraïna (des de 2014 il·legalment ocupada per Rússia). El 2014 tenia 644 habitants. Pertany al districte rural de Djankoi. Es troba al centre del districte de Djankoi, a l'estepa de Crimea, a la riba del canal de Crimea del Nord
El nom del poble honora el Komsomol, l'organització juvenil del Partit Comunista de la Unió Soviètica (PCUS) i encara s'ha de canviar d'acord amb la «Llei sobre la condemna dels règims totalitaris comunistes i nacionalsocialistes (nazis) a Ucraïna i la prohibició de la propaganda dels seus símbols»